# Pyrrhovo vítězství

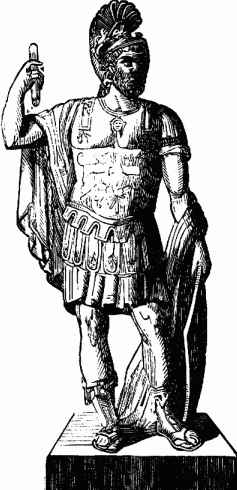
Pyrrhos, král Epeiru

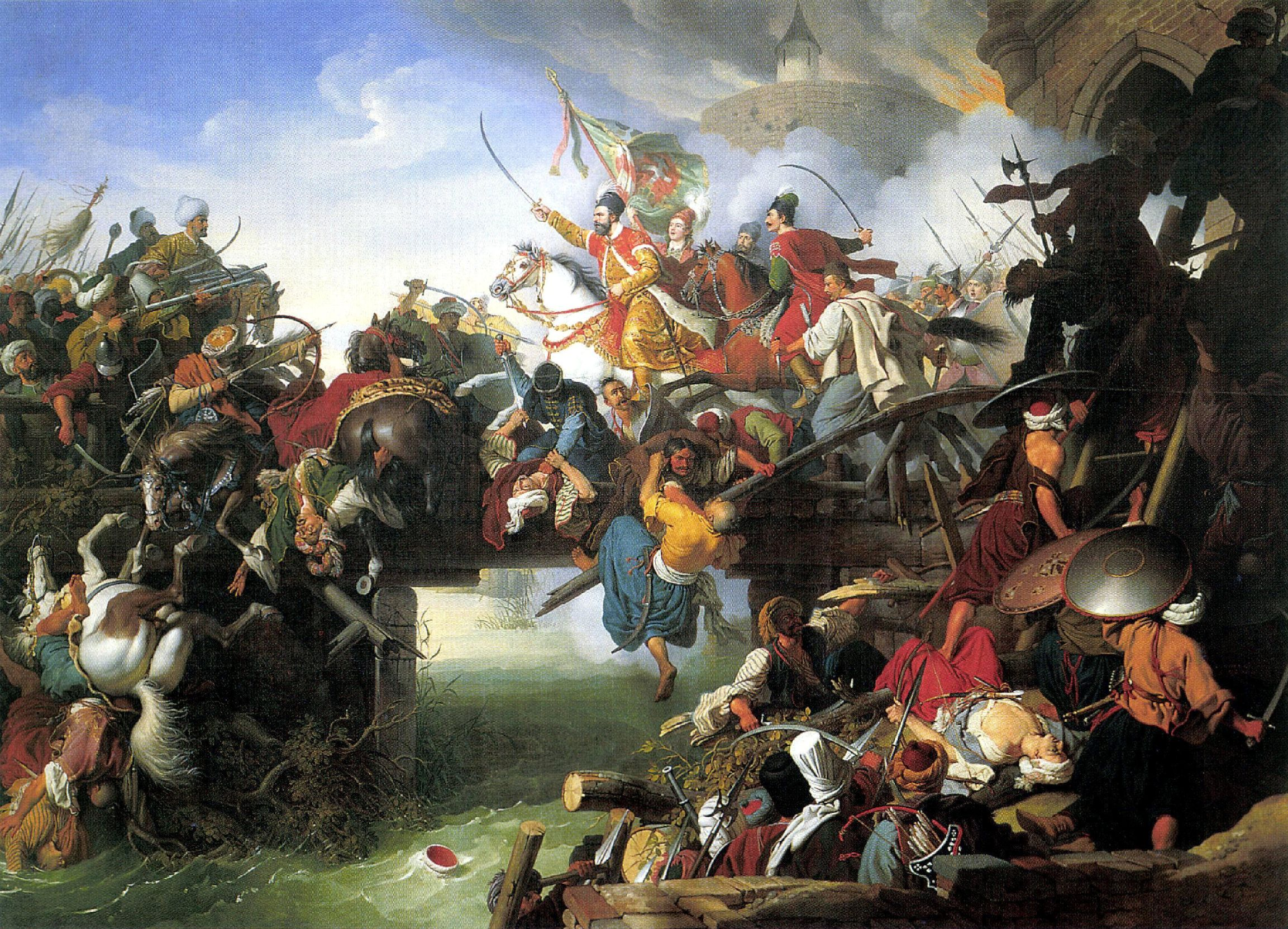
Poslední vzdor a závěrečný útok z pevnosti Szigetvár (obraz od Johanna Petera Kraffta, 1825)

Pyrrhovo vítězství je slovní spojení, které vyjadřuje formální vítězství či úspěch, které ve skutečnosti ve svých důsledcích žádným vítězstvím či úspěchem není. Původně vzešlo z vojenství, ale stalo se používaným rčením v oblastech, v nichž se soutěží či se nějak hodnotí úspěch. Označuje především vítězství, které je příliš těsné a příliš draze zaplacené. Též označuje vítězství, při kterém je dosažený cíl buďto bezcenný, nebo přinesl vítězi namísto zisku hlavně ztráty.
Původ rčení a jeho pojmenování odkazuje na Pyrrha, krále z Epeiru, starověkého válečníka a jednoho z nepřátel Římské republiky. Fráze naráží na jeho poznámku, kterou po bitvě u Auscula (279 př. n. l.) odbyl své důstojníky, když mu blahopřáli k vítězství: „Ještě jedno takové vítězství a jsme zničeni“. Šlo o realistické zhodnocení celé situace – nepřítele sice přinutil k ústupu a způsobil mu těžké ztráty, ale jeho vojsko nezničil úplně a jeho vlastní elitní jednotky a důstojnický sbor vyšly z bitvy značně oslabeny. Vzhledem k tomu, že Římané měli větší možnosti doplnit své řady, se Pyrrhova pozice de facto zhoršila.

## Příklady

### Válka
Tento seznam obsahuje příklady bitev, které skončily Pyrrhovým vítězstvím. Není zamýšlen jako úplný, ale slouží k ilustraci tohoto pojmu.
- Bitva u Ascula (279 př. n. l.)[6] – Pyrrhos z Épeiru a jeho italští spojenci proti Římské republice: Římané utrpěli dvakrát větší ztráty, ale mohli snadno doplnit své řady. Pyrrhos naopak přišel o většinu svých velitelů a značnou část vojska, s nímž přitáhl do Itálie, a nakonec se musel stáhnout na Sicílii.
- Bitva u Avarajru (451)[7][8] – Arménský velitel Vartan Mamikonjan a křesťanští povstalci proti Sásánovské říši: Peršané sice zvítězili a přinutili Armény k ústupu, ale jejich ztráty byly tak vysoké, že bitva nakonec strategicky vyústila ve vítězství Arménů. To vedlo k Nvarsacké smlouvě (484 n. l.), která Arménům zajistila autonomii a náboženskou svobodu.
- Obléhání Szigetváru (1566)[9][10] – Osmansko-habsburské války: Osmané po 33 dnech obléhání pevnost dobyli, ale utrpěli obrovské ztráty a během obléhání zemřel i sultán Sulejman. Zpoždění útoku na Vídeň nakonec zastavilo osmanskou expanzi v Evropě.
- Obléhání Ostende (1601–1604)[11][12][13] – Osmdesátiletá válka: Ve válce mezi Španělskem a nizozemskými povstalci Španělé tři roky obléhali Ostende, zatímco Nizozemci rozšiřovali své území jinde. Město nakonec padlo, ale obrovské náklady a ztráty Španělsko oslabily natolik, že v roce 1607 přistoupilo na Dvanáctileté příměří, čímž se fakticky uznala nezávislost Spojených provincií nizozemských.
- Bitva u Gangwany (1741) – Ráthórští jezdci z Džódhpuru (1 000 mužů) bojovali proti spojeným armádám Mughalské říše a Džajpuru (100 000 vojáků s dělostřelectvem). Džajpur sice zvítězil, ale ztratil 12 000 mužů a tisíce dalších byly zraněny.
- Bitva u Bunker Hillu (1775) – Americká válka za nezávislost: Britové po třech útocích obsadili bostonský poloostrov, ale utrpěli mnohem vyšší ztráty než Američané, včetně mnoha důstojníků. To je donutilo k opatrnější taktice, což pomohlo americkým povstalcům. Politicky bitva posílila podporu nezávislosti.
- Bitva u Guilford Court House (1781) – Americká válka za nezávislost: Britové porazili Američany, ale jejich velké ztráty oslabily jejich tažení na jihu.
- Bitva u Chancellorsville (1863) – Americká občanská válka: Generál Robert E. Lee porazil početně silnější Unii, ale ztratil 20 % své armády, včetně generála Stonewalla Jacksona, což oslabilo Konfederaci. O dva měsíce později Lee utrpěl porážku u Gettysburgu
- Bitva u ostrovů Santa Cruz (1942) – Druhá světová válka: Japonci v námořní bitvě dosáhli taktického vítězství, ale přišli o 100 letadel a mnoho zkušených pilotů, což strategicky posílilo Spojence.
- Bitva u Čchangdžinu (1950) – Korejská válka: Čínská armáda obklíčila menší jednotky OSN, ale utrpěla obrovské ztráty. OSN sice muselo ustoupit, ale Číňané nebyli schopni pokračovat v ofenzivě.
- Druhá bitva o Quảng Trị (1972) – Válka ve Vietnamu: Jižní Vietnam znovu dobyl Quảng Trị, ale za cenu vysokých ztrát. Následná Pařížská dohoda (1973) vedla k oslabení Jižního Vietnamu, který v roce 1975 padl pod komunistickou nadvládu.
- Bitva o Vukovar (1991) – Chorvatská válka za nezávislost: Po 87 dnech obléhání jugoslávská armáda město dobyla, ale utrpěla těžké ztráty a vyčerpala své síly. Bitva se stala zlomovým bodem války a přispěla k nezávislosti Chorvatska.

### Politika, sport a právo
Termín „Pyrrhovo vítězství“ se používá i v podnikání, politice a sportu k označení úspěchu, který vítěze natolik oslabí, že mu nakonec spíše uškodí. Ve sportu to může znamenat například vítězství, při němž se zraní klíčový hráč, nebo výhru, která zkomplikuje výběr v draftu.

Teolog Reinhold Niebuhr varoval před nebezpečím zneužití moci při prosazování spravedlnosti:
„Morální rozum se musí naučit, jak si udělat z donucení spojence, aniž by riskoval Pyrrhovo vítězství, v němž by tento spojenec triumf zneužil a negoval.“
Soudce Hugo Black ve svém nesouhlasném stanovisku k případu Beauharnais v. Illinois (1952) odkázal na Pyrrha:
„Pokud menšiny považují tento verdikt za své vítězství, měly by zvážit význam staré poznámky: 'Ještě jedno takové vítězství a jsem ztracen.'“